# Dawud Abedinzade
Dawud Abedinzade (pers. ‏داوود عابدین‌زاده‎; ur. 29 sierpnia 1986) – irański zapaśnik w stylu klasycznym. Dziesiąty na mistrzostwach świata w 2006. Srebrny medal na igrzyskach azjatyckich w 2006. Złoto na mistrzostwach Azji w 2006, brąz w 2010. Pierwszy w Pucharze Świata w 2014; trzeci w 2015; czwarty w 2007. Zajął piąte miejsce na Uniwersjadzie w 2013, jako zawodnik Islamskiego Uniwersytetu Azad w Safadasht.
Mistrz świata juniorów w 2005, wicemistrz w 2006 roku.